# مارک تاندرای
مارک تاندرای (انگلیسی: Mark Tonderai؛ زادهٔ ۱۶ ژوئیه ۱۹۷۴)  نویسنده، تهیه‌کننده و مجری رادیویی، بازیگر،  تدوین‌گر صدا و کارگردان فیلمبریتانیایی-زیمباوه‌ای است.
از فیلم‌ها یا برنامه‌های تلویزیونی که وی در آن نقش داشته‌است می‌توان به پنج، خانه‌ای در پایان جاده، روز مردگان: تبار، تنازع برای بقا، ۱۲ میمون، لوسیفر، گاثم و دکتر هو اشاره کرد.